# Martijn Maaskant
Martijn Maaskant (født 27. juli 1983) er en tidligere professionel cykelrytter fra Holland.
Hans bedste resultat var en fjerdeplads i Paris-Roubaix efter vinderen Tom Boonen, Fabian Cancellara og Allesandro Ballan.